# Autostrada AP-53 (Hiszpania)
Autostrada AP-53 (hiszp. Autopista AP-53), także Autopista Central de Galicia – autostrada w Hiszpanii przebiegająca przez teren wspólnoty autonomicznej Galicja.
Autostrada rozpoczyna się w Santiago de Compostela na węźle z autostradą  i kończy w Dozón. Dalej droga biegnie do Ourense, ale już jako droga ekspresowa AG-53. Za przejazd autostradą pobierana jest opłata, a koncesjonariuszem drogi jest Autopista Central Gallega C.E.S.A.